# Fortune Gordien
Fortune Gordien (Spokane, 9 de septiembre de 1922-Fontana, 10 de abril de 1990) fue un atleta estadounidense, especializado en la prueba de lanzamiento de disco en la que llegó a ser subcampeón olímpico en 1956.
Después de su carrera como deportista debutó en el cine en pequeños papeles en las películas North to Alaska o Sinuhé, el egipcio.

## Carrera deportiva
En los JJ. OO. de Melbourne 1956 ganó la medalla de plata en el lanzamiento de disco, llegando hasta los 54.81 m, tras su compatriota Al Oerter (récord olímpico con 56.36 m) y por delante de otro estadounidense Desmond Koch (bronce).